# シン＝トゥン・ヤウ
シン＝トゥン・ヤウ（Shing-Tung Yau）、中国名：丘 成桐（きゅう せいとう, 1949年4月4日 - ）は、イギリス領香港出身のアメリカ人数学者。ハーバード大学名誉教授兼清華大学教授。現在、清華大学のヤウ数学科学センターの所長であり、ハーバード大学名誉教授。ニューヨーク・タイムズ紙によれば、純粋数学、数理科学、理論物理学に与えた影響の大きさから数学界および理論物理学界からはThe Emperor of Math（数学の皇帝）と呼ばれている。 特に超弦理論における時空の余剰次元が6次元（実次元）の場合の空間であるカラビヤウ多様体に名が残っている。

## 分野
ヤウは1982年にフィールズ賞を受賞し、偏微分方程式、カラビ予想、正エネルギー定理、およびモンジュ–アンペール方程式への貢献が認められた。ヤウは現代微分幾何学と幾何解析の発展における主要な貢献者の一人と見なされている。ヤウの業績の影響は、凸幾何学、代数幾何学、数え上げ幾何学、鏡対称性、一般相対性理論、および弦理論の数学的および物理学的分野でも見られる。また、彼の業績は応用数学、工学、および数値解析にも触れている。

## 経歴
広東省汕頭市にて、客家の家庭に8人兄弟の第5子として生まれる。父の丘鎮英は西洋哲学と中国文学の教授であった。食べる物に困窮するほど貧しい家庭だったこともあり、水道や電気なども繋がっていなかった。生後数ヶ月で香港に移住した。
数学者ではあるが、幼い頃から数学が得意だったわけではなく、5歳の頃に受けた公立学校の入学試験にはそれが原因で不合格となっている。
香港培正中学（高校に相当）に在籍していた時期に幾何学を学び、それがきっかけで代数学など数学の様々な分野に興味を持ち始めるようになった。14歳で父を亡くしたことで家計がさらに厳しくなったため、数学の知識は書店で本を立ち読みして学んだという。
1969年に香港中文大学を卒業したが、当時の同学の年次制度に則って条件を満たしていなかったため、学位は取得できなかった。その後、カリフォルニア大学バークレー校で陳省身に学び、1971年に博士号を取得した。同年、プリンストン高等研究所でポスドクとなる。
1972年にニューヨーク州立大学ストーニーブルック校の准教授に就任する。1974年にはスタンフォード大学の数学科教授、1979年にプリンストン高等研究所教授、1984年にカリフォルニア大学サンディエゴ校教授。1987年にハーバード大学教授を歴任した。2003年、浙江大学より、名誉博士号を授与される。2022年4月より現職である清華大学の数学主任教授に就任。
中国の数学の発展の促進に対する情熱を抱き、中国国内に数箇所の数学研究センターを設立して主導し、若い数学者の育成に尽力している。また、中国の科学発展について幾度も助言や提案をし、中国の学界の腐敗を容赦なく批判してきた。

## 主な受賞歴
- 1981年 - ジョン・カーティー賞、オズワルド・ヴェブレン幾何学賞
- 1982年 - フィールズ賞
- 1991年 - フンボルト賞
- 1994年 - クラフォード賞
- 1997年 - アメリカ国家科学賞
- 2010年 - ウルフ賞数学部門
- 2018年 - マルセル・グロスマン賞
- 2023年 - ショウ賞数学部門

## 成果
関数解析学を使ってカラビ予想を解決し、K3曲面にアインシュタイン方程式の解が存在することを示した。この解決から導きだされるカラビ-ヤウ多様体は数学の極めて広範な領域にインパクトをもたらし、その影響は数学にとどまらない。特に素粒子物理学における超弦理論の発展に多大な寄与をなしているが、ヤウ自身は自分の理論の応用を光栄だとしつつも、なぜそれが弦理論で役に立つのかわからないし、もともと弦理論とは関係がなく飽くまで純粋な幾何学として築いたモデルだといった趣旨のコメントをしばしばしている。
もっともヤウは弦理論の専門家との共同研究も行っている。ストロミンガー、ザスロフとともにミラー対称な3次元カラビ-ヤウ多様体はT-双対性を持つというミラー対称性に関する予想を提起した。他に、一般相対性理論における正質量定理やコンパクト複素多様体上の複素モンジュ・アンペール方程式で知られる。

## ポアンカレ予想を巡って
当時、未解決問題だった幾何化予想を研究していたリチャード・ハミルトンと交流があり、後に問題解決にとても大きな役割を担うことになるリッチフローを応用するよう彼に薦めたのも丘である。この予想はウィリアム・サーストンにより予想されたものでクレイ数学研究所のミレニアム懸賞問題にもなっていた3次元ポアンカレ予想を含む壮大なものであり、実際、3次元ポアンカレ予想はグリゴリー・ペレルマンが2002年にこの予想を証明することによってその長い歴史に終止符を打った（査読・検証を経て証明が確定されたのは2006年末）。
よって丘がポアンカレ予想解決を大きく推し進めたのは事実なのだが、ペレルマンの証明の検証の際に、あたかも自分たちが最終的解決をしたかのような論文を提出した曹懐東(en)と朱熹平(en)を弁護したため、数学界のみならずニューヨーカー誌などの報道機関からも批判を受けた。マーシャ・ガッセンはその著書『完全なる証明』で、丘のこの行為こそがペレルマンを人間不信に陥らせ、フィールズ賞含む数々の賞の入賞を辞退させることにつながったと書いている。ヤウ自身は本件について自伝で弁明を行なっている。
このほかにも2005年にほとんど全世界の数学難関校を巻き込んで田剛丘成桐事件を起こしている。

## 著書
- 『見えざる宇宙のかたち : ひも理論に秘められた次元の幾何学』ネイディス・スティーブ（Nadis Steven）との共著、水谷淳訳、岩波書店、2012年3月。ISBN 978-4-00-006043-1
- 『宇宙の隠れた形を解き明かした数学者−カラビ予想からポアンカレ予想まで』ネイディス・スティーブ（Nadis Steven）との共著、 久村典子訳、日本評論社、2020年10月。ISBN 978-4-5357-8906-7
- 『時空のゆがみを解きほぐす数学』ネイディス・スティーブ（Nadis Steven）との共著、辻川信二訳、すばる舎、2024年8月。ISBN 978-4-7991-1251-9